# Mihail Kogălniceanu (Tulcea)
Mihail Kogălniceanu est une commune du județ de Tulcea en Roumanie.